# بوذا لينغ شان الكبير

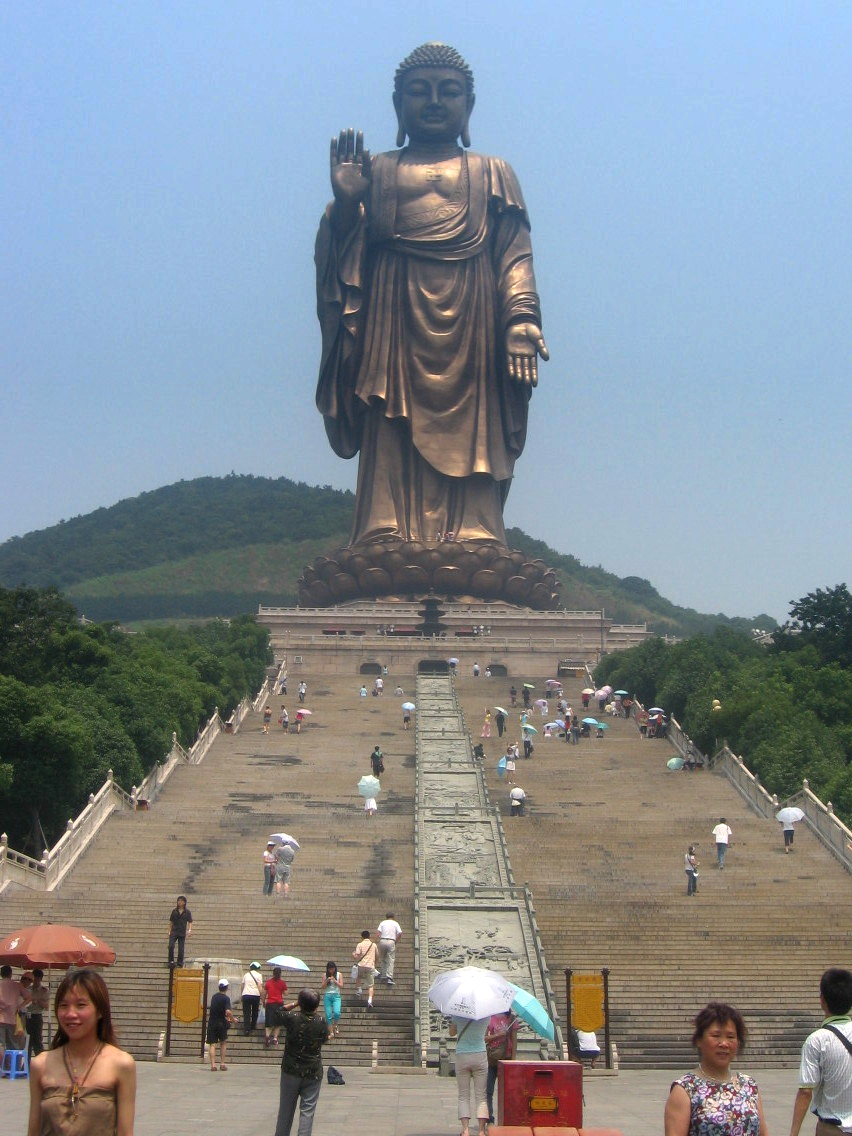
تمثال بوذا الكبير بمدرجاته ال99.

تمثال بوذا الكبير في لينغ شان (بالصينية:灵山大佛) في مدينة ووكسي بمقاطعة جيانغسو. يبلغ طول التمثال البرونزي أكثر من 88 مترارتفاعا، ويمثل رمزا للديانة البوذية. يبلغ وزن التمثال حوالي 700 طن نم بناؤه في نهاية 1996 وهو من أكبر تماثيل بوذا في الصين وفي العالم أيضا.